# Сельское хозяйство Финляндии
Сельское хозяйство Финляндии (фин. Suomen maatalous) — одна из отраслей финской экономики.
На переговорах 2013 года с Еврокомиссией о сельскохозяйственных субсидиях, Финляндия не стала настаивать на продлении выплаты т. н. «субсидий 141», предназначенных для фермеров Южной Финляндии в качестве компенсации за трудные климатические условия. Из-за отказа от данного вида субсидий, Финляндия к 2020 году может потерять свыше 10 млн евро. Вместо прежних субсидий финские фермеры будут получать субсидии, зависящие от объёмов производства.
В 2014—2015 годах, в связи с российским продовольственным эмбарго, Финляндия понесла многомиллионные убытки из-за снижения экспорта сельскохозяйственной продукции, в связи с чем на заседании министров сельского хозяйства стран ЕС было принято решение о выплате компенсаций молочному сектору Финляндии.

## Животноводство
На 2014 год в стране насчитывалось 55 тысяч ферм (в 2013 году было чуть менее 60 тысяч, а к 2020 году число снизится до 45 тысяч). Уровень инвестиций в 2013 году вырос на 330 млн евро (на 70 % больше, чем в 2012 году).
С 2010 по 2012 годы производство баранины выросло на 20 %, а 2011 году заготовка составила 1 млн кг. В связи с сокращением свиноферм, производство свинины в стране меньше, чем потребление.
В период Рождества в стране потребляется 6-7 млн кг свинины, однако в связи с повышением затрат на производство свиного мяса, запланировано сокращение числа частных свиноферм с 1500 до 750 в период с 2015 по 2020 годы.
В 1995 году, до вступления Финляндии в ЕС, в стране было более 3 тысяч птицеферм. В 2012 году в связи с вступлением в силу новых правил, в соответствии с которыми куры-несушки впредь не должны содержаться в маленьких клетках, в стране закрылась треть птицеферм, а их общее число составило 350. По сравнению с 2011 годом производство яиц сократилось на 10 %, а стоимость выросла на 15 %. По мнению Птицеводческой ассоциации Финляндии, дефицит яичной продукции будет ликвидирован в стране лишь к осени 2012 года. Отмечается рост популярности содержания кур в городах.
В 2012 году по всей стране ощущалось недопроизводство говядины, а крупные производители мясной продукции Atria и HK запланировали повышение цен на мясо с осени, мотивировав своё решение подорожанием производственного процесса.
Несмотря на то, что пушные зверофермы приносят в казну страны ежегодно до 75 млн евро в качестве налогов, в 2012 году по инициативе ряда финских организаций защиты животных (Animalia, Oikeutta eläimille, Suomen eläinsuojeluyhdistysten liitto и Luonto-Liitto) по всей стране прошла кампания «Turkistarhaton Suomi» («Финляндия без пушных звероферм») в ходе которой было собрано более 50 тысяч голосов, необходимых по закону для вынесения на обсуждение Парламентом страны запрета на деятельность пушных звероферм. 5 марта 2013 года гражданская инициатива была вручена парламентариям.
Финским животноводам, занимающимся разведением северных оленей, выплачивается государственная компенсация в случае ущерба, нанесённого поголовью крупными хищниками — волками и рысью. Годовая смета компенсаций, заложенных в госбюджет, составляет 4 млн евро. Высказанная в 2010 году просьба президента Монголии Цахиагийна Элбэгдоржа об импорте из Финляндии спермы северных оленей для увеличения популяции этих животных в Монголии, не нашла поддержки в министерстве сельского хозяйства Финляндии из-за экономической нецелесообразности.
В 2009 году, в Лаукаа предпринята попытка промышленного выращивания нового сорта рыбы — нельма, завезённой в Финляндию из России.

## Растениеводство
Финляндия относится к одним из самых северных аграрных стран. Сельскохозяйственные угодья занимают 8 % от всей территории страны, а общая площадь пахотных земель составляет 2 млн гектаров. Большая часть ферм — это небольшие хозяйства с площадью пахотных земель меньше 10 гектар, но прослеживается тенденция в сторону увеличения размера ферм. Земледелие, также как и скотоводство, высоко механизировано.
Согласно статистическим данным, урожай зерновых в 2016 году в Финляндии был на одной из самых низких отметок за весь период с 2000 года - было собрано 3,5 млрд килограмм зерна.
Под круглогодичное выращивание томатов занято 27 гектаров земель, а их потребление среди финнов за последние тридцать лет выросло в три раза.
Одним из элементов фермерского растениеводства является выращивание клубники, смородины и гороха, а по итогам многолетних экспериментов, предприниматель из города Лаппеэнранта Тимо Таскинен намерен начать с 2013 года культивировать в Южной Карелии винодельческий виноград. Отмечается дефицит фермерских хозяйств, специализирующихся на раннеспелых овощах, в регионе Восточной Финляндии.
Значительную долю экспорта сельскохозяйственной продукции Финляндии составляет картофель. Холодное и дождливое лето 2015 года привело к угрозе глобального заражения картофельных плантаций фитофторозом и значительной потере урожая.
Ежегодно на сезонные сельскохозяйственные работы по сбору ягод (клубники, чёрной смородины, черники, малины, морошки) и грибов привлекается в среднем до 15 тысяч человек, половина из которых — иностранцы (Украина, Таиланд и другие). Предложение министра сельского и лесного хозяйства Яари Коскинена о введении дополнительных разрешений на сбор дикорастущих ягод, вызвало критику ряда ягодоперерабатывающих компаний.
Планируется расширение выращивания волокнистой конопли, как источника промышленных материалов и энергии, а также промышненное выращивание хмеля, как сырья для местных пивоварен.